# Миленинская волость
Миле́нинская во́лость — упразднённая административно-территориальная единица, существовавшая в составе Фатежского уезда Курской губернии. 
Административным центром было село Миленино.

## География
Располагалась в центральной части уезда. Территория волости неоднократно менялась. По данным 1877 года площадь волости составляла 13 901 десятина (около 152 квадратных километров). По данным начала XX века окружала со всех сторон уездный город Фатеж. Граничила с Дмитриевской волостью (на западе), с Нижнереутской волостью (на северо-западе), Хмелевской волостью (на северо-востоке), Сергиевской волостью (на востоке), Большежировской волостью (на юге).
По территории волости протекала река Усожа.

## История
Образована как казённая волость 21 июля 1835 года. К моменту крестьянской реформы 1861 года была упразднена.
Восстановлена к 1877 году из части территорий Богоявленской и Рождественской волостей. К 1885 году к Миленинской волости была присоединена часть упразднённой Рождественской волости. Упразднена в 1924 году путём вхождения в состав Фатежской волости Курского уезда.

## Состав волости
По данным 1877 года включала 15 сельских обществ, 15 общин, сосредоточенных в 11 селениях. Ниже представлен список наиболее значимых населенных пунктов:
| № | Населённый пункт | Тип населённого пункта |
| - | ---------------- | ---------------------- |
| 1 | Миленино         | село, администр. центр |
| 2 | Глебово          | село                   |
| 3 | Николаевка       | слободка               |
| 4 | Охочевка         | слободка               |
| 5 | Ржавая Желень    | деревня                |
| 6 | Чаплыгина        | деревня                |
| 7 | Шмарное          | деревня                |

## Волостные старшины
Список неполный:
- Григорий Стефанович Асеев (3 мая 1899 года — ?)
- Иван Фёдорович Комягин (кандидат, 1909 год)[2]
- Григорий Наумов (1915 год)
- Василий Никандрович Лукьянчиков (1916 год)[3]